# 王檵 (成化進士)
王檵（1447年—？），字正朝，江西吉安府泰和縣人，軍籍，明朝政治人物。

## 生平
浙江鄉試第八十三名舉人。成化十七年（1481年）中式辛丑科會試第八十九名，二甲第二十三名進士。曾官廣東廉州府知府。

## 家族
曾祖王伯儲；祖父王鉞，訓導；父王宣清，教授。母康氏；繼母胡氏。具庆下。